# Tempi di guerra
Pour plus de détails, voir Fiche technique et Distribution.
Tempi di guerra, parfois désigné par sa traduction anglaise Wartime ou française Temps de guerre, est un film de guerre yougoslavo-italien d'Umberto Lenzi sorti en 1987.
Il a été tourné simultanément avec le film précédent d'Umberto Lenzi, aux thèmes proches et également situé en Yougoslavie : Trésor de guerre.

## Synopsis
Pendant la Seconde Guerre mondiale, en Yougoslavie, deux pilotes américains doivent sauver un scientifique suédois que les nazis utilisent pour créer l'arme secrète parfaite.

## Fiche technique
Sauf indication contraire, les informations mentionnées dans cette section peuvent être confirmées par la base de données cinématographiques IMDb,  présente dans la section « Liens externes ».
- Titre original italien : Tempi di guerra[1]
- Réalisation : Umberto Lenzi
- Scénario : Umberto Lenzi, Ambrogio Molteni
- Photographie : Luigi Ciccarese (it)
- Montage : Alessandro Lucidi (it)
- Musique : Fabio Frizzi
- Production : Boro Banjac, Alessandra Spagnuolo, Ettore Spagnuolo, Walter Brandi
- Sociétés de production : A.M. Trading International, Sutjeska Film
- Pays de production :  Italie -  Yougoslavie
- Langue originale : Italien
- Format : Couleur - 1,85:1 - Son mono - 35 mm
- Durée : 85 minutes
- Genre : Aventures de guerre
- Date de sortie :
  - Allemagne de l'Ouest : 26 août 1987

## Distribution
- Peter Hooten : Capitaine Rosen
- Werner Pochath : Major Dietrich
- Giacomo Rossi Stuart : Professeur Amundsen
- Maurizio Schmidt : Sergent Grant (sous le nom de Maurizio Schimdt)
- Boris Dvornik : Bronco - Chef rebelle
- Ljiljana Blagojevic : Mila (sous le nom de Ljiljan Blagojevic)
- Igor Galo : Pavo
- Rade Colovic : Partisan (sous le nom de Rade Colovic')
- Mladen Nelevic : Partisan
- Demeter Bitenc : Mueller (sous le nom de Demeter Bitenz)
- Nikola Jurin : Commandant de partisans (sous le nom de Nicola Yurin)
- Rudi Alvadj : Oberscharführer (images d'archives) (non crédité)
- Wilhelm Koch-Hooge : Oberstleutnant (images d'archives) (non crédité)
- Nebojsa Kundacina : Soldat (non crédité)
- Vuk Mannic : Hauptsturmführer (non crédité)
- Andrej Nahtigal : Leutnant (images d'archives) (non crédité)
- Rolf Römer : Hauptsturmführer (images d'archives) (non crédité)
- Zoran Stanisic : Soldat (non crédité)
- Slobodan Velimirovic : Obergruppenführer (non crédité)
- Eugen Verber : Agent de la Gestapo (images d'archives) (non crédité)